# 飛碟 (食品)

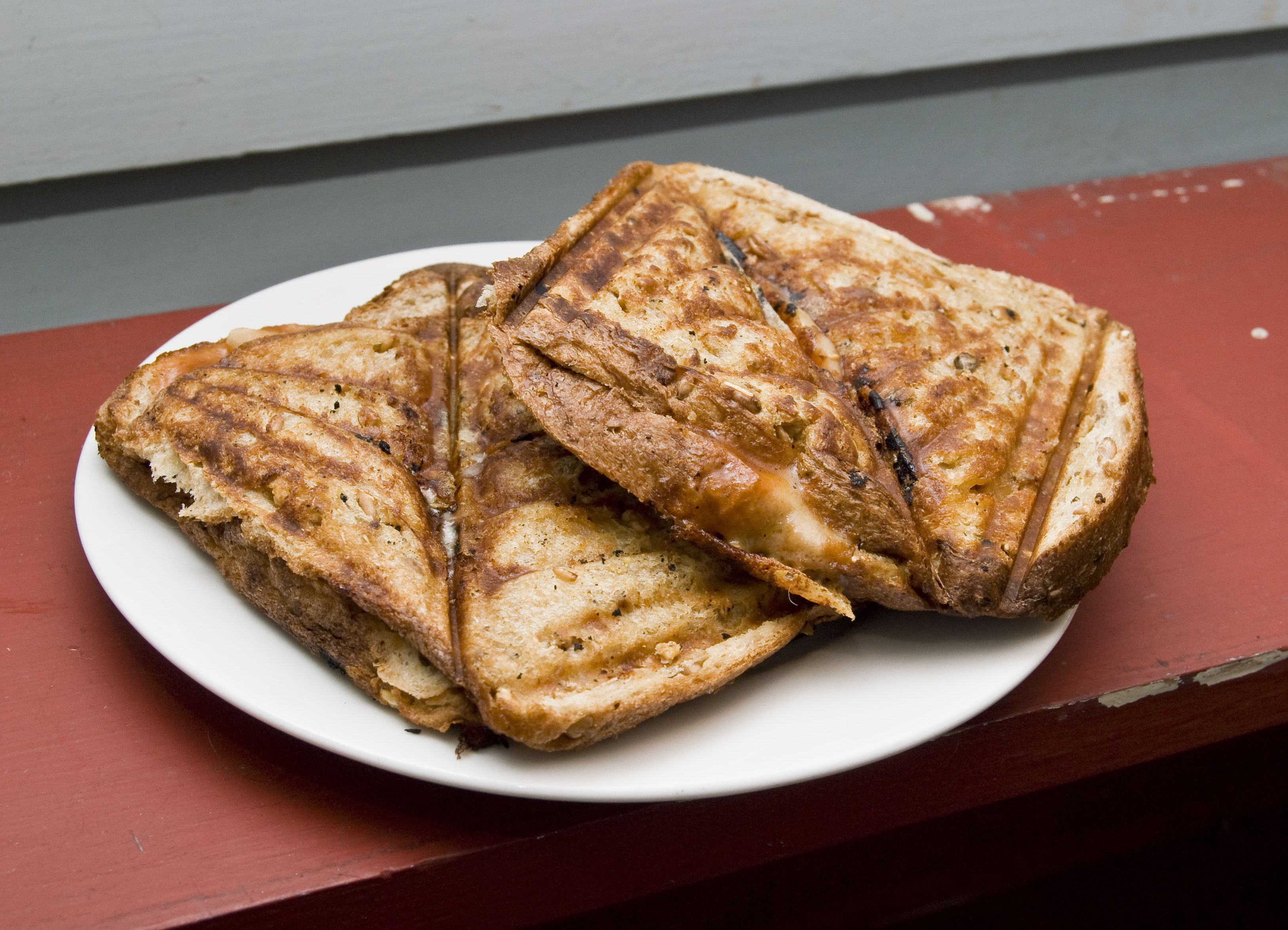
飛碟三明治

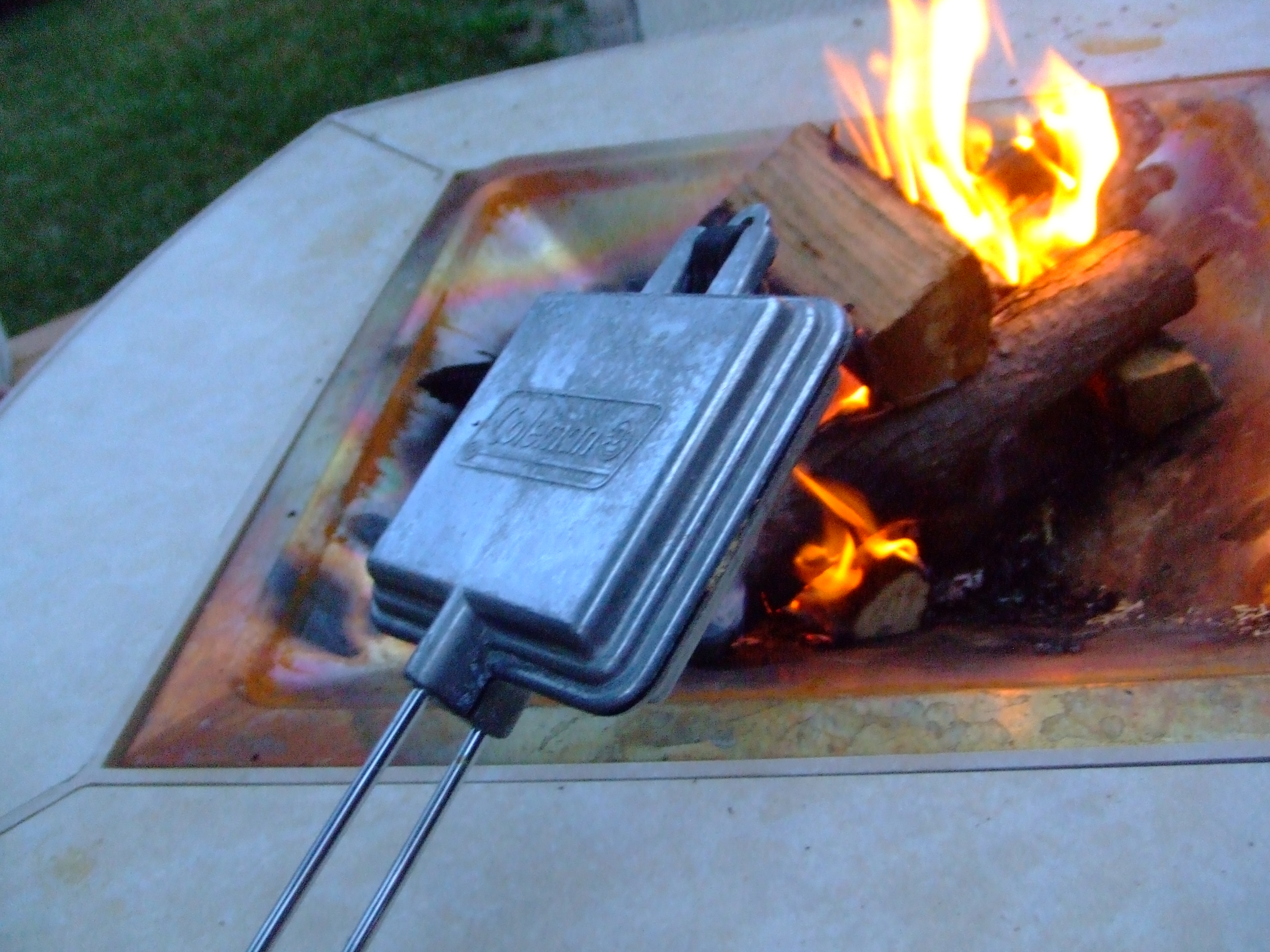
於明火製作飛碟的用具

飛碟（Toastie或Jaffle）是一種邊緣封密的烘底三明治，封密的邊緣令餡料不易跌出，比傳統三明治更適合放上流質或碎的餡料如吞拿魚、芝士等。中文名稱飛碟是因為它的形狀像飛碟而得名。1974年在澳洲首次出現，當時澳洲一家生產三明治烘烤機的公司Breville推出「Toasted sandwich snack」，專用作製造邊緣封密的吐司三明治，推出後一年內銷量達40萬部 。
後來這種三明治機出口至外地，變成香港、臺灣等地和馬來西亞、印尼等東南亞地區的常見小吃。

## 製作
飛碟是由兩塊方包之間放上一些餡料（如芝士、鹹牛肉、吞拿魚、番茄、碎蛋、香蕉等），放在飛碟三明治烘烤機的烤盤上，再把烤盤的另外一面向下壓，再烘烤數分鐘而成。向下壓時會把三明治的邊緣封密。